# رضا مددی
رضا مددی (متولد ۳۰ خرداد ۱۳۵۷ در تهران) مبارز ترکیبی حرفه‌ای ایرانی‌تبار مقیم سوئد است. او در مسابقات یواف‌سی دستهٔ سبک‌وزن شرکت می‌کند. رضا مددی کشتی را در سن ۱۵ سالگی در تهران آغاز کرد. در نوجوانی به سوئد مهاجرت کرده و چند سال در کشتی آزاد و فرنگی آنجا فعالیت داشت.

## زندگی شخصی
رضا مددی زاده ٣٠ خرداد ماه ١٣۵٧ محله نارمک تهران است. او ازدواج کرده و از همسرش، کیت، دو پسر به نام‌های نوحا و یونا دارند. اولین فرزند آن‌ها در سال ۲۰۱۳ و دومین فرزند آن‌ها در سال ۲۰۱۵ به دنیا آمد.
در آگوست ۲۰۱۲، مددی یک بچه و پدرش را از غرق شدن در دریاچه‌ای خارج از استکهلم، سوئد نجات داد.
مددی در یکی از نقش‌های فیلم سوئدی تامی (۲۰۱۴) نقش داشته‌است.

### مبارزه با حریف اسرائیلی
او اعلام کرده به زودی با حریفی از اسرائیل مبارزه میکند و دلیل این کار خود را تابو شکنی عنوان کرده است. سرانجام رضا با حریف اسرائیلی خود مبارزه و اورا شکست داد.
رضا مددی در فعالیتهای اجتماعی عام المنفعه برای کمک به مردم ایران بسیار کوشا بوده اند

## رکورد هنرهای رزمی ترکیبی
| بررسی رکورد مسابقات حرفه‌ای |        |        |
| 20 مسابقه                  | 14 برد | 6 باخت |
| ناک‌اوت                     | 3      | 0      |
| تسلیم                      | 8      | 0      |
| تصمیم داور                 | 3      | 6      |

| نتیجه. | رکورد | حریف                | روش                             | رویداد                                   | تاریخ           | راند | زمان | مکان                 | یادداشت                                           |
| ------ | ----- | ------------------- | ------------------------------- | ---------------------------------------- | --------------- | ---- | ---- | -------------------- | ------------------------------------------------- |
| باخت   | ۱۴–۶  | Joaquim Silva       | Decision (split)                | UFC Fight Night: Gustafsson vs. Teixeira | ۲۸ مه ۲۰۱۷      | ۳    | ۵:۰۰ | استکهلم، سوئد        |                                                   |
| باخت   | ۱۴–۵  | Joe Duffy           | Decision (unanimous)            | UFC Fight Night: Manuwa vs. Anderson     | ۱۸ مارس ۲۰۱۷    | ۳    | ۵:۰۰ | لندن، انگلستان       |                                                   |
| برد    | ۱۴–۴  | Yan Cabral          | TKO (punches)                   | UFC Fight Night: Overeem vs. Arlovski    | ۸ مه ۲۰۱۶       | ۳    | ۱:۵۶ | روتردام، هلند        |                                                   |
| باخت   | ۱۳–۴  | Norman Parke        | Decision (unanimous)            | UFC Fight Night: Holohan vs. Smolka      | ۲۴ اکتبر ۲۰۱۵   | ۳    | ۵:۰۰ | دوبلین، ایرلند       |                                                   |
| برد    | ۱۳–۳  | Michael Johnson     | Submission (D'Arce choke)       | UFC on Fuel TV: Mousasi vs. Latifi       | ۶ آوریل ۲۰۱۳    | ۳    | ۱:۳۳ | استکهلم، سوئد        | Submission of the Night.                          |
| باخت   | ۱۲–۳  | Cristiano Marcello  | Decision (split)                | UFC 153                                  | ۱۳ اکتبر ۲۰۱۲   | ۳    | ۵:۰۰ | ریو دو ژانیرو، برزیل |                                                   |
| برد    | ۱۲–۲  | Yoislandy Izquierdo | Submission (guillotine choke)   | UFC on Fuel TV: Gustafsson vs. Silva     | ۱۴ آوریل ۲۰۱۲   | ۲    | ۱:۲۸ | استکهلم، سوئد        |                                                   |
| برد    | ۱۱–۲  | Rich Clementi       | Decision (unanimous)            | Superior Challenge 7                     | ۳۰ آوریل ۲۰۱۱   | ۳    | ۵:۰۰ | استکهلم، سوئد        | Won the SC Lightweight Championship.              |
| برد    | ۱۰–۲  | Carlo Prater        | Decision (unanimous)            | Superior Challenge 6                     | ۲۹ اکتبر ۲۰۱۰   | ۳    | ۵:۰۰ | استکهلم، سوئد        | Catchweight (165 lbs) bout; Prater missed weight. |
| برد    | ۹–۲   | Junie Browning      | Submission (guillotine choke)   | Superior Challenge 5                     | ۱ مه ۲۰۱۰       | ۲    | ۰:۲۲ | استکهلم، سوئد        | Lightweight debut.                                |
| برد    | ۸–۲   | Andy Walker         | TKO (punches)                   | Superior Challenge 4                     | ۳۱ اکتبر ۲۰۰۹   | ۱    | ۱:۱۱ | استکهلم، سوئد        |                                                   |
| برد    | ۷–۲   | Raymond Jarman      | Submission (arm-triangle choke) | Superior Challenge 3                     | ۳۰ مه ۲۰۰۹      | ۱    | ۱:۰۰ | استکهلم، سوئد        |                                                   |
| برد    | ۶–۲   | Oriol Gaset         | Submission (guillotine choke)   | Furious Fighting Championship 2          | ۲۱ فوریه ۲۰۰۹   | ۱    | ۲:۳۸ | کازابلانکا، مغرب     |                                                   |
| باخت   | ۵–۲   | Peter Irving        | Decision (unanimous)            | Strike and Submit 7                      | ۱۳ ژوئیه ۲۰۰۸   | ۳    | ۵:۰۰ | گیتس‌هد، انگلستان     | For the SAS European Welterweight Championship.   |
| برد    | ۵–۱   | Aidan Marron        | Decision (unanimous)            | Superior Challenge 1                     | ۴ مه ۲۰۰۸       | ۳    | ۵:۰۰ | استکهلم، سوئد        |                                                   |
| برد    | ۴–۱   | Peter Wilson        | Submission (armbar)             | X-Fight FC 1                             | ۳۰ مارس ۲۰۰۸    | ۱    | ۰:۴۸ | ساندرلند، انگلستان   | Won the X-Fight FC Welterweight Championship.     |
| برد    | ۳–۱   | Romano de los Reyes | Submission (triangle choke)     | Slamm: Holland vs Thailand 3             | ۶ مه ۲۰۰۷       | ۱    | ۱:۰۴ | آلمیره، هلند         |                                                   |
| برد    | ۲–۱   | Geroid McNichol     | Submission (armbar)             | Strike and Submit 1                      | ۲۸ ژانویه ۲۰۰۷  | ۳    | ۱:۲۸ | گیتس‌هد، انگلستان     |                                                   |
| برد    | ۱–۱   | Christian Johansson | TKO (punches)                   | Travelfight Arena 1                      | ۱۶ دسامبر ۲۰۰۶  | ۲    | ۳:۳۰ | اوپسالا، سوئد        | [ ۱۲ ]                                            |
| باخت   | ۰–۱   | Ville Manninen      | Decision (unanimous)            | ZST: Prestige                            | ۲۳ سپتامبر ۲۰۰۶ | ۳    | ۵:۰۰ | تورکو، فنلاند        |                                                   |

## رکورد کراپلینگ
| ۸ بازی، ۷ برد (۳ تسلیم) |        |                  |                             |                                                         |                     |                 |                  |
| نتیجه                   | رکورد. | هماورد           | روش                         | رویداد                                                  | بخش                 | تاریخ           | مکان             |
| برد                     | ۷–۱    | Ben Shimol       | امتیازات                    | قهرمانی مبارزه ای‌کی ۲                                   | ۷۷- ک‌گ سوپر فایت    | ۱۶ نوامبر ۲۰۱۹  | سولنا، سوئد      |
| برد                     | ۶–۱    | Andreas Karlsson | امتیازات                    | قهرمانی کشور سوئد ۲۰۱۰                                  | ۷۹- ک‌گ مستقل        | ۱۳ سپتامبر ۲۰۱۰ | اوپسالا، سوئد    |
| برد                     | ۵–۱    | Jan Sundberg     | تسلیم (قلاب پاشنه پا)       | قهرمانی کشور سوئد ۲۰۱۰                                  | ۷۹- ک‌گ مستقل        | ۱۳ سپتامبر ۲۰۱۰ | اوپسالا، سوئد    |
| برد                     | ۴–۱    | Jonas Cullemark  | تسلیم (خفگی گیوتین)         | مسابقات Eskilstuna Submission Wrestling Tournament ۲۰۱۰ | ۷۵- ک‌گ مستقل، نهایی | ۱۴ فوریه ۲۰۱۰   | اسکیلستونا، سوئد |
| برد                     | ۳–۱    | Omid Albazi      | امتیازات                    | مسابقات Eskilstuna Submission Wrestling Tournament ۲۰۱۰ | ۷۵- ک‌گ مستقل        | ۱۴ فوریه ۲۰۱۰   | اسکیلستونا، سوئد |
| برد                     | ۲–۱    | Jimmy Svensson   | امتیازات                    | مسابقات Eskilstuna Submission Wrestling Tournament ۲۰۱۰ | ۷۵- ک‌گ مستقل        | ۱۴ فوریه ۲۰۱۰   | اسکیلستونا، سوئد |
| برد                     | ۱–۱    | Manne Byrman     | تسلیم (خفگی گیوتین ایستاده) | مسابقات Eskilstuna Submission Wrestling Tournament ۲۰۱۰ | ۷۵- ک‌گ مستقل        | ۱۴ فوریه ۲۰۱۰   | اسکیلستونا، سوئد |
| باخت                    | ۰–۱    | Johan Westerberg | تسلیم (خفگی پشت)            | پارادیس گرپلرز ۴                                        | ۷۷- ک‌گ سوپر فایت    | ۲۱ سپتامبر ۲۰۰۸ | اوپسالا، سوئد    |